# Unreal Tournament
Unreal Tournament (UT, UT Classic або UT1, укр. Нереальний турнір) — відеогра жанру шутера від першої особи, орієнтована на багатокористувацькі змагання, продовження Unreal від Epic Games 1998 року. Unreal Tournament є однією з провідних кіберспортивних дисциплін.
Реліз відбувся 30 листопада 1999 року для Windows, 17 січня 2000 для Mac OS, 21 жовтня 2000 для PlayStation 2 і 13 березня 2001 для Dreamcast.

## Фабула
В 2291 році серед робітників на космічних рудниках через важкі умови праці все частіше стали відбуватися сплески агресії та насильства. Щоб непідконтрольна злість не привела до повстання, Уряд Нової Землі та корпорація Liandri легалізували бої без правил, де шахтарі можуть виплеснути свою злість. Незабаром на бої почали запрошувати глядачів, а турніри перетворилися на грандіозні шоу з професійними бійцями.
Станом на 2341-й рік (2293 за даними пізніших ігор) прибутки від індустрії Боїв досягли сотень мільярдів доларів. Гравець виступає в ролі одного з тих, хто був обраний для участі у Великому Турнірі.

## Ігровий процес

Приклад ігрового процесу

### Основи
Unreal Tournament розроблена як арена-FPS з багатокористувацькими deathmatch-ами в своїй основі, де гладіатори змагаються одне з одним з допомогою футуристичних зброї та екіпіровки. Кожен боєць може нести з собою кілька видів зброї та підбирати на аренах нову зброю, боєприпаси й бонуси. Користувацька кампанія є по суті серією матчів на різних аренах проти ботів. У командних матчах боти використовуються для заповнення команд, якщо учасників не вистачає. Гравець може вибрати рівень кваліфікації ботів (від «новачка» до «богоподібного») або встановити автоматичне підлаштування під власну вправність. Боти можуть бути додатково налаштовані, можна змінити їхні імена, зовнішній вигляд, точність, настройки зброї, інформованість і так далі. Дружнім ботам є можливість віддати накази, повідомити про бойову ситуацію.
Гра підтримує невеликі офіційні модифікації, звані мутаторами. Активованим може бути тільки один з мутаторів на час гри.

### Режими гри
- Deathmatch — кожен боєць грає сам за себе, намагаючись вбити якомога більше інших бійців.
- Team Deathmatch — команди змагаються одна з одною в наборі фрагів. Доступно чотири команди: червона, синя, зелена і золота.
- Захоплення прапора (англ. Capture the Flag) — бійці повинні захопити прапор іншої команди, що знаходиться на їхній базі, і принести його на свою. Обидві команди мусять захищати власну базу нападників і при цьому посилати бійців до бази іншої команди.
- Домінування (англ. Domination) — команди змагаються за контроль спеціальних точок, щоб заробити очки і виграти. Стандартні карти містять три таких точки, які генерують одне очко кожні 5 секунд. Захоплення точки відбувається, коли боєць торкається її, чим перефарбовує в колір своєї команди. Контроль зберігається до тих пір, поки боєць з іншої команди не займає точку. Чим більше точок має команда, тим більше вона отримує очок.
- Останній герой (англ. Last Man Standing) — метою є вбити більше противників, ніж вони вбили союзників. Бійці починають з усіма доступними видами зброї і певною кількістю життів. Бонуси, в тому лікувальні і збройні, недоступні. Після того, як боєць втрачає всі життя, він повинен чекати як глядач поки матч не закінчиться.
- Штурм (англ. Assault) — в цьому режимі змагаються дві команди, одна нападає на базу, інша — захищає її. Карта має низку завдань, які нападники повинні виконати (знищити певний об'єкт, зайняти зону, натиснути кнопку і т. д.). Як тільки штурм вдається, команди міняються місцями. Виграє та команда, якій це вдасться зробити швидше.

### Оснащення бійців
Бійцям доступно багато видів оснащення, перш за все зброї, посортованого в слоти, що нумеруються від 0 до 9 (0 іде після 9). Зброя вибирається шляхом натискання відповідної цифри на клавіатурі. На кожний слот може бути більше одної зброї, тоді, щоб вибрати потрібну, слід натиснути цифру кілька разів. Також перемикання відбувається колесом мишки.
Слот 1
- Відбійний молоток (англ. Impact Hammer) — стандартна зброя ближнього бою з необмеженим боєзапасом. Спрацьовує автоматично при дотику до будь-якого об'єкта, але може завдати шкоди і бійцеві при ударі об стіну чи підлогу. Має режим роботи одиночним ударом чи серією слабших. За вправності відбійним молотком можна знищувати ворожі снаряди в польоті чи здійснити стрибок.
- Бензопила (англ. Chainsaw) — замінює відбійний молоток при активації відповідного мутатора, або може бути знайдена на рівнях. Дозволяє безперервно пиляти суперника, або завдати потужного удару, відпилявши йому голову.
- Транслокатор (англ. Translocator) — персональний телепорт. Кнопка основного пострілу випускає модуль-приймач, який летить по параболі. Кнопка альтернативного пострілу — перекидає бійця в точку перебування приймача (навіть якщо він ще в польоті). Телепортація з прапором заборонена: телепортується тільки боєць, а прапор залишається на місці. Якщо приймач буде пошкоджений чиїмось пострілом, телепортація завершиться смертю бійця, який його випустив.

Слот 2
- Інфорсер (англ. Enforcer) — стандартна зброя, яка дається з 30-ма набоями (максимум 199). Взявши два Інфорсера, можна стріляти одразу з двох, тримаючи по одному в кожній руці. А альтернативному режимі стрільби має більшу скорострільність, але меншу точність.

Слот 3
- Біогвинтівка GES (англ. GES Bio Rifle) — ця зброя вистрілює зелену липку рідину, що через певний час вибухає. Гвинтівка не тоне у воді. В альтернативному режимі стрільби випускає більший згусток рідини, який при влучанні розпадається на менші.

Слот 4
- Шокова гвинтівка (англ. ASMD Shock Rifle) — відкидає противників променем, завдаючи невеликих ушкоджень. В альтернативному режимі стріляє сферами, які завдають дещо більших ушкоджень. Якщо вистрілити спочатку альтернативним вогнем, а потім основним у сферу, відбудеться потужний вибух. Підірвати можна і ворожу сферу.
- Вдосконалена шокова гвинтівка (англ. Enhanced Shock Rifle) — дається при активації мутатора «Instagib». Виглядає як звичайна Шокова гвинтівка, виконана в помаранчевих кольорах з необмеженим боєзапасом. Вона випускає потужний світловий промінь, який вбиває з одного пострілу.

Слот 5
- Імпульсна рушниця (англ. Pulse Gun) — стріляє на середні дистанції згустками зеленої плазми. В альтернативному режимі випускає промінь, який спалює противника.

Слот 6
- Різник (англ. Ripper) — стріляє дисками, які рикошетять від стін, чим можуть завдати шкоди і тому, хто їх випустив. Якщо диск влучає в голову, боєць миттєво гине. В альтернативному режимі диск при контакті вибухає.

Слот 7
- Кулемет (англ. Minigun) — п'ятиствольний кулемет, який використовує ті ж набої, що й Інфорсер. В альтернативному режимі швидкість стрільби зростає, але разом з нею і розкид куль.

Слот 8
- Осколкова гармата (англ. Flak Cannon) — вистрілює розпечені осколки, які рикошетять від стін. При кожному рикошеті забійна сила зменшується вдвічі. В альтернативному режимі вистрілює осколкову гранату, що летить по параболі і вибухає при ударі.

Слот 9
- Ракетниця (англ. Rocket Launcher) — стріляє ракетами, що летять по прямій. Якщо тримати противника на прицілі певний час, активовується самонаведення. В альтернативному режимі коротке натискання спускового гачка випускає одну гранату з підривом за таймером, що рикошетить від стін (при влучанні в противника або вибухонебезпечний об'єкт вибухає зразу). Якщо затиснути кнопку основного вогню, вистрілює до 6-и ракет одночасно в різні боки. Якщо затиснути кнопку альтернативного пострілу, вистрілює до 6-и гранат. Також основний і альтернативний постріли комбінуються, випускаючи ракети пучком.

Слот 0
- Снайперська гвинтівка (англ. Sniper Rifle) — особливо ефективна при пострілі в голову. В альтернативному режимі активовується оптичний приціл з функцією зближення. В цьому разі для вбивства достатньо одного влучного пострілу в будь-яку частину тіла.
- Спокутувач (англ. Redeemer) — ракетна термоядерна установка, що має лише 2 заряди, котрі летять по прямій і завдають ушкоджень на великій площі. В альтернативному режимі ракета керована і її можна підірвати в будь-який момент. Вибух збиває з траєкторії всі ракети і кулі в радіусі дії. Випущену ракету можна збити з будь-якого виду зброї, але вибух буде слабшим.

### Бонуси
- Бронежилет (англ. Body Armor) — додає 100 одиниць до захисту, поглинає 75 % ушкоджень.
- Стегнові накладки (англ. Thigh Pads) — додає 50 одиниць до захисту, поглинає 50 % ушкоджень.
- Щитовий пояс (англ. Shield Belt) — енергетичний щит, який додає 150 одиниць до захисту. Поглинає всі ушкодження. Якщо боєць має і щит і звичайну броню, атака перш за все іде саме на щит.
- Невидимість (англ. Invisibility) — робить бійця невидимим на 45,5 секунд.
- Антигравітаційні черевики (англ. AntiGrav Boots) — збільшує висоту наступних трьох стрибків носія. Дозволяє вижити при падінні з великої висоти, не витрачаючи зарядів черевиків. Маючи черевики, можна не використовувати їх і стрибати звичайним чином, затиснувши клавішу Shift.
- Підсилювач ушкоджень (англ. Damage Amplifier) — на 27 секунд потроює всі ушкодження, що завдається бійцем.
- Лікувальна ампула (англ. Health Vial) — додає 5 одиниць здоров'я, але в сукупності ними не можна полікуватися більше, ніж на 199 одиниць.
- Медичний набір (англ. Health Pack) — додає 20 одиниць здоров'я, але в сукупності не більше, ніж 100.
- Велике барильце здоров'я (англ. Big Keg O 'Health) — додає 100 одиниць здоров'я, в сукупності не більше, ніж 199.

## Оцінки й відгуки
| Агрегатор    | Оцінка                                                                                                 |
| ------------ | --- |
| GameRankings | Mac: 96 % (1 огляд) PC: 94 % (22 оглядів) Dreamcast: 88 % (23 огляди) PlayStation 2: 77 % (46 оглядів) |
| Metacritic   | PC: 92/100 (21 огляд) PS2: 77/100 (23 огляди) Dreamcast: 90/100 (17 оглядів)                           |

| Видання        | Оцінка |
| -------------- | ------ |
| Eurogamer      | 10/10  |
| GameRevolution | 9.1/10 |
| GameSpot       | 9.5/10 |
| GameSpy        | 94/100 |
| IGN            | 9.6/10 |

Unreal Tournament отримала широке схвалення критиків. В більшості вони хвалили графіку, ігровий процес, карти і мультиплеєрні можливості гри.
Computer Shopper підсумували: «Quake, можна сказати, породив deathmatch, але Unreal Tournament вивів його на новий рівень з чудовою графікою і швидкісним ігровим процесом. On-line чи off-, ця гра „рулить“!».
В березні 2000 року, Unreal Tournament стала другою з найпродаваніших ігор за версією журналу «Computer Dealer News», поступаючись місцем тільки Quake III Arena.

### Нагороди
- Computer Gaming World: Гра року (англ. Game of the Year)[19]
- GameSpy: Гра року (англ. Game of the Year)[19]
- GameSpot: Екшн-гра року (англ. Action Game of the Year)[19]
- CNET: Багатокористувацька гра року (англ. Multiplayer Game of the Year)[19]
- Macworld: Зал слави ігор (англ. Game Hall of Fame) (1999)[20]